# Laura Riedemann
Laura Riedemann (* 29. Mai 1998 in Halle) ist eine deutsche Schwimmerin und Deutsche Meisterin über 100 Meter Rücken (2024).

## Karriere
Riedemann gewann fünf Medaillen bei den Europäischen Jugendschwimmmeisterschaften 2013 in Posen.
Bei den Kurzbahnweltmeisterschaften 2018 in Hangzhou nahm Riedemann in zwei Staffelwettbewerben am Finale teil. Mit der 4-mal-100-Meter-Lagenstaffel wurde sie Sechste, während sie mit der 4-mal-200-Meter-Freistilstaffel den siebten Platz erreichte. Beide Staffeln stellten deutsche Schwimmrekorde auf.
Ihre ersten Schwimmweltmeisterschaften, 2019 in Gwangju, beendete Riedemann als Zehnte im Wettbewerb über 100 Meter Rücken. Mit der gemischten 4-mal-100-Meter-Lagenstaffel erreichte sie den siebten Platz.
Bei den Olympischen Spielen 2020 in Tokio erreichte sie über 100 Meter Rücken den 24. Platz. Mit der 4-mal-100-Meter-Lagenstaffel wurde sie zusammen mit Anna Elendt, Lisa Höpink und Annika Bruhn Elfte.
Bei den Deutschen Meisterschaften 2024 in Berlin gewann sie die 100 Meter Rücken.